# 浙江大学管理学院
浙江大学管理学院是浙江大学的一所学院，属于社会科学学部。设创新创业与战略学系、数据科学与管理工程学系、服务科学与运营管理学系、领导力与组织管理学系、市场营销学系、财务与会计学系、旅游与酒店管理学系7个系。学院原位于浙江大学紫金港校区智能化管理大楼，後搬遷至大西區新管理學院大樓。

## 概况
目前在校生计3900人，其中280名博士生、540名硕士生、1200名MBA专业学位学生、740名EMBA专业学位学生、460名工程硕士学位学生、680名本科生。
学院现有教师120余人，其中37名教授、26名博士生导师、52名副教授，有1名中国工程院院士，有40名在站博士后。
学院于1987年创办的《管理工程学报》是全国性重要学术期刊。学院已通过“211工程”建设和“985工程”二期建设。

## 重点学科
- 1个国家重点学科
- 3个浙江省重点学科
- 3个博士后流动站
- 4个博士点
- 8个硕士点，工商管理、会计、工程、旅游管理、农业推广5个专业学位点
- 9个本科专业

## 研究机构
学院有以下9个校级研究中心与12个研究所：
- 农业现代化与农业发展研究中心
- 技术创新与科技产业发展研究中心
- 人力资源与战略发展研究中心
- 创新与发展研究中心
- 房地产研究中心
- 浙江大学－杭州市服务业发展研究中心
- 资本市场与会计研究中心
- 企业成长研究中心
- 全球创业研究中心
- 浙江大学-美国亚洲文化学院“中美社会治理创新研究中心”

## 国际认证
- 2006年在中国大陆率先获得AMBA国际认证；
- 2011年底获得AMBA五年期再认证；
- 2015年3月获得EQUIS五年期再认证；
- 2015年5月9日，通过AACSB国际认证。至此，浙江大学管理学院全部通过全球商学院最重要的三大国际认证。
- 2017年9月，正式通过CEEMAN IQA国际质量认证，成为中国第一家获得该认证的管理学院。
- 2019年4月，通过 QS Stars Business Schools五星认证。

## 著名校友
- 赵晓明：文化战略学家、出版家、收藏家；任职美国亚洲文化学院校董会主席、美国亚洲文化保存委员会副主席、国际中国文化出版社社长、崇德宣印堂创办人和美国华盛顿浙江同乡会创始人及首任会长。